# Молодіжна збірна Палестини з футболу
Молодіжна збірна Палестини з футболу — національна молодіжна футбольна збірна Палестини, що складається у залежності від турніру із гравців віком до 19 або до 20 років. Вважається основним джерелом кадрів для підсилення складу основної збірної Палестини. Керівництво командою здійснює Футбольна федерація Палестини.
Команда має право участі у Юнацькому кубку Азії до 19 років, у випадку успішного виступу на якому може кваліфікуватися на молодіжний чемпіонат світу до 20 років. Також може брати участь у товариських і регіональних змаганнях.

## Виступи на міжнародних турнірах

### Чемпіонат світу U-20
| Рік       | Результат          | І | В | Н | П | Г+ | Г- |
| --------- | ------------------ | - | - | - | - | -- | -- |
| 1977-2003 | не брала участь    | – | – | – | – | –  | –  |
| 2003      | не кваліфікувалася | – | – | – | – | –  | –  |
| 2005      | не кваліфікувалася | – | – | – | – | –  | –  |
| 2007      | не кваліфікувалася | – | – | – | – | –  | –  |
| 2009      | не кваліфікувалася | – | – | – | – | –  | –  |
| 2011      | не кваліфікувалася | – | – | – | – | –  | –  |
| 2013      | не кваліфікувалася | – | – | – | – | –  | –  |
| 2015      | не кваліфікувалася | – | – | – | – | –  | –  |
| 2017      | не кваліфікувалася | – | – | – | – | –  | –  |
| 2019      | не кваліфікувалася | – | – | – | – | –  | –  |
| 2021      | не кваліфікувалася | – | – | – | – | –  | –  |
| Усього    |                    | 0 | 0 | 0 | 0 | 0  | 0  |

### Юнацький (U-19) кубок Азії з футболу
| Юнацький (U-19) кубок Азії з футболу | Юнацький (U-19) кубок Азії з футболу | Юнацький (U-19) кубок Азії з футболу | Юнацький (U-19) кубок Азії з футболу | Юнацький (U-19) кубок Азії з футболу | Юнацький (U-19) кубок Азії з футболу | Юнацький (U-19) кубок Азії з футболу | Юнацький (U-19) кубок Азії з футболу | Юнацький (U-19) кубок Азії з футболу | Юнацький (U-19) кубок Азії з футболу |                        | Статистика відбору     | Статистика відбору     | Статистика відбору     | Статистика відбору     | Статистика відбору     | Статистика відбору     |                        |
| Рік                                  | Країна-господар                      | Результат                            | Місце                                | І                                    | В                                    | Н*                                   | П                                    | Г+                                   | Г-                                   |                        | І                      | В                      | Н                      | П                      | Г+                     | Г-                     |                        |
| ------------------------------------ | ------------------------------------ | ------------------------------------ | ------------------------------------ | ------------------------------------ | ------------------------------------ | ------------------------------------ | ------------------------------------ | ------------------------------------ | ------------------------------------ | ---------------------- | ---------------------- | ---------------------- | ---------------------- | ---------------------- | ---------------------- | ---------------------- | ---------------------- |
| 1959                                 | Малайя                               | відмовилися від участі               | відмовилися від участі               | відмовилися від участі               | відмовилися від участі               | відмовилися від участі               | відмовилися від участі               | відмовилися від участі               | відмовилися від участі               | відмовилися від участі | відмовилися від участі | відмовилися від участі | відмовилися від участі | відмовилися від участі | відмовилися від участі | відмовилися від участі | відмовилися від участі |
| 1960                                 | Малайя                               | відмовилися від участі               | відмовилися від участі               | відмовилися від участі               | відмовилися від участі               | відмовилися від участі               | відмовилися від участі               | відмовилися від участі               | відмовилися від участі               | відмовилися від участі | відмовилися від участі | відмовилися від участі | відмовилися від участі | відмовилися від участі | відмовилися від участі | відмовилися від участі | відмовилися від участі |
| 1961                                 | Таїланд                              | відмовилися від участі               | відмовилися від участі               | відмовилися від участі               | відмовилися від участі               | відмовилися від участі               | відмовилися від участі               | відмовилися від участі               | відмовилися від участі               | відмовилися від участі | відмовилися від участі | відмовилися від участі | відмовилися від участі | відмовилися від участі | відмовилися від участі | відмовилися від участі | відмовилися від участі |
| 1962                                 | Таїланд                              | відмовилися від участі               | відмовилися від участі               | відмовилися від участі               | відмовилися від участі               | відмовилися від участі               | відмовилися від участі               | відмовилися від участі               | відмовилися від участі               | відмовилися від участі | відмовилися від участі | відмовилися від участі | відмовилися від участі | відмовилися від участі | відмовилися від участі | відмовилися від участі | відмовилися від участі |
| 1963                                 | Малайя                               | відмовилися від участі               | відмовилися від участі               | відмовилися від участі               | відмовилися від участі               | відмовилися від участі               | відмовилися від участі               | відмовилися від участі               | відмовилися від участі               | відмовилися від участі | відмовилися від участі | відмовилися від участі | відмовилися від участі | відмовилися від участі | відмовилися від участі | відмовилися від участі | відмовилися від участі |
| 1964                                 | Південний В'єтнам                    | відмовилися від участі               | відмовилися від участі               | відмовилися від участі               | відмовилися від участі               | відмовилися від участі               | відмовилися від участі               | відмовилися від участі               | відмовилися від участі               | відмовилися від участі | відмовилися від участі | відмовилися від участі | відмовилися від участі | відмовилися від участі | відмовилися від участі | відмовилися від участі | відмовилися від участі |
| 1965                                 | Японія                               | відмовилися від участі               | відмовилися від участі               | відмовилися від участі               | відмовилися від участі               | відмовилися від участі               | відмовилися від участі               | відмовилися від участі               | відмовилися від участі               | відмовилися від участі | відмовилися від участі | відмовилися від участі | відмовилися від участі | відмовилися від участі | відмовилися від участі | відмовилися від участі | відмовилися від участі |
| 1966                                 | Філіппіни                            | відмовилися від участі               | відмовилися від участі               | відмовилися від участі               | відмовилися від участі               | відмовилися від участі               | відмовилися від участі               | відмовилися від участі               | відмовилися від участі               | відмовилися від участі | відмовилися від участі | відмовилися від участі | відмовилися від участі | відмовилися від участі | відмовилися від участі | відмовилися від участі | відмовилися від участі |
| 1967                                 | Таїланд                              | відмовилися від участі               | відмовилися від участі               | відмовилися від участі               | відмовилися від участі               | відмовилися від участі               | відмовилися від участі               | відмовилися від участі               | відмовилися від участі               | відмовилися від участі | відмовилися від участі | відмовилися від участі | відмовилися від участі | відмовилися від участі | відмовилися від участі | відмовилися від участі | відмовилися від участі |
| 1968                                 | Південна Корея                       | відмовилися від участі               | відмовилися від участі               | відмовилися від участі               | відмовилися від участі               | відмовилися від участі               | відмовилися від участі               | відмовилися від участі               | відмовилися від участі               | відмовилися від участі | відмовилися від участі | відмовилися від участі | відмовилися від участі | відмовилися від участі | відмовилися від участі | відмовилися від участі | відмовилися від участі |
| 1969                                 | Таїланд                              | відмовилися від участі               | відмовилися від участі               | відмовилися від участі               | відмовилися від участі               | відмовилися від участі               | відмовилися від участі               | відмовилися від участі               | відмовилися від участі               | відмовилися від участі | відмовилися від участі | відмовилися від участі | відмовилися від участі | відмовилися від участі | відмовилися від участі | відмовилися від участі | відмовилися від участі |
| 1970                                 | Філіппіни                            | відмовилися від участі               | відмовилися від участі               | відмовилися від участі               | відмовилися від участі               | відмовилися від участі               | відмовилися від участі               | відмовилися від участі               | відмовилися від участі               | відмовилися від участі | відмовилися від участі | відмовилися від участі | відмовилися від участі | відмовилися від участі | відмовилися від участі | відмовилися від участі | відмовилися від участі |
| 1971                                 | Японія                               | відмовилися від участі               | відмовилися від участі               | відмовилися від участі               | відмовилися від участі               | відмовилися від участі               | відмовилися від участі               | відмовилися від участі               | відмовилися від участі               | відмовилися від участі | відмовилися від участі | відмовилися від участі | відмовилися від участі | відмовилися від участі | відмовилися від участі | відмовилися від участі | відмовилися від участі |
| 1972                                 | Таїланд                              | відмовилися від участі               | відмовилися від участі               | відмовилися від участі               | відмовилися від участі               | відмовилися від участі               | відмовилися від участі               | відмовилися від участі               | відмовилися від участі               | відмовилися від участі | відмовилися від участі | відмовилися від участі | відмовилися від участі | відмовилися від участі | відмовилися від участі | відмовилися від участі | відмовилися від участі |
| 1973                                 | Іран                                 | відмовилися від участі               | відмовилися від участі               | відмовилися від участі               | відмовилися від участі               | відмовилися від участі               | відмовилися від участі               | відмовилися від участі               | відмовилися від участі               | відмовилися від участі | відмовилися від участі | відмовилися від участі | відмовилися від участі | відмовилися від участі | відмовилися від участі | відмовилися від участі | відмовилися від участі |
| 1974                                 | Таїланд                              | відмовилися від участі               | відмовилися від участі               | відмовилися від участі               | відмовилися від участі               | відмовилися від участі               | відмовилися від участі               | відмовилися від участі               | відмовилися від участі               | відмовилися від участі | відмовилися від участі | відмовилися від участі | відмовилися від участі | відмовилися від участі | відмовилися від участі | відмовилися від участі | відмовилися від участі |
| 1975                                 | Кувейт                               | відмовилися від участі               | відмовилися від участі               | відмовилися від участі               | відмовилися від участі               | відмовилися від участі               | відмовилися від участі               | відмовилися від участі               | відмовилися від участі               | відмовилися від участі | відмовилися від участі | відмовилися від участі | відмовилися від участі | відмовилися від участі | відмовилися від участі | відмовилися від участі | відмовилися від участі |
| 1976                                 | Таїланд                              | відмовилися від участі               | відмовилися від участі               | відмовилися від участі               | відмовилися від участі               | відмовилися від участі               | відмовилися від участі               | відмовилися від участі               | відмовилися від участі               | відмовилися від участі | відмовилися від участі | відмовилися від участі | відмовилися від участі | відмовилися від участі | відмовилися від участі | відмовилися від участі | відмовилися від участі |
| 1977                                 | Іран                                 | відмовилися від участі               | відмовилися від участі               | відмовилися від участі               | відмовилися від участі               | відмовилися від участі               | відмовилися від участі               | відмовилися від участі               | відмовилися від участі               | відмовилися від участі | відмовилися від участі | відмовилися від участі | відмовилися від участі | відмовилися від участі | відмовилися від участі | відмовилися від участі | відмовилися від участі |
| 1978                                 | Бангладеш                            | відмовилися від участі               | відмовилися від участі               | відмовилися від участі               | відмовилися від участі               | відмовилися від участі               | відмовилися від участі               | відмовилися від участі               | відмовилися від участі               | відмовилися від участі | відмовилися від участі | відмовилися від участі | відмовилися від участі | відмовилися від участі | відмовилися від участі | відмовилися від участі | відмовилися від участі |
| 1980                                 | Таїланд                              | відмовилися від участі               | відмовилися від участі               | відмовилися від участі               | відмовилися від участі               | відмовилися від участі               | відмовилися від участі               | відмовилися від участі               | відмовилися від участі               | відмовилися від участі | відмовилися від участі | відмовилися від участі | відмовилися від участі | відмовилися від участі | відмовилися від участі | відмовилися від участі | відмовилися від участі |
| 1982                                 | Таїланд                              | відмовилися від участі               | відмовилися від участі               | відмовилися від участі               | відмовилися від участі               | відмовилися від участі               | відмовилися від участі               | відмовилися від участі               | відмовилися від участі               | відмовилися від участі | відмовилися від участі | відмовилися від участі | відмовилися від участі | відмовилися від участі | відмовилися від участі | відмовилися від участі | відмовилися від участі |
| 1985                                 | ОАЕ                                  | відмовилися від участі               | відмовилися від участі               | відмовилися від участі               | відмовилися від участі               | відмовилися від участі               | відмовилися від участі               | відмовилися від участі               | відмовилися від участі               | відмовилися від участі | відмовилися від участі | відмовилися від участі | відмовилися від участі | відмовилися від участі | відмовилися від участі | відмовилися від участі | відмовилися від участі |
| 1986                                 | Саудівська Аравія                    | відмовилися від участі               | відмовилися від участі               | відмовилися від участі               | відмовилися від участі               | відмовилися від участі               | відмовилися від участі               | відмовилися від участі               | відмовилися від участі               | відмовилися від участі | відмовилися від участі | відмовилися від участі | відмовилися від участі | відмовилися від участі | відмовилися від участі | відмовилися від участі | відмовилися від участі |
| 1988                                 | Катар                                | відмовилися від участі               | відмовилися від участі               | відмовилися від участі               | відмовилися від участі               | відмовилися від участі               | відмовилися від участі               | відмовилися від участі               | відмовилися від участі               | відмовилися від участі | відмовилися від участі | відмовилися від участі | відмовилися від участі | відмовилися від участі | відмовилися від участі | відмовилися від участі | відмовилися від участі |
| 1990                                 | Індонезія                            | відмовилися від участі               | відмовилися від участі               | відмовилися від участі               | відмовилися від участі               | відмовилися від участі               | відмовилися від участі               | відмовилися від участі               | відмовилися від участі               | відмовилися від участі | відмовилися від участі | відмовилися від участі | відмовилися від участі | відмовилися від участі | відмовилися від участі | відмовилися від участі | відмовилися від участі |
| 1992                                 | ОАЕ                                  | відмовилися від участі               | відмовилися від участі               | відмовилися від участі               | відмовилися від участі               | відмовилися від участі               | відмовилися від участі               | відмовилися від участі               | відмовилися від участі               | відмовилися від участі | відмовилися від участі | відмовилися від участі | відмовилися від участі | відмовилися від участі | відмовилися від участі | відмовилися від участі | відмовилися від участі |
| 1994                                 | Індонезія                            | відмовилися від участі               | відмовилися від участі               | відмовилися від участі               | відмовилися від участі               | відмовилися від участі               | відмовилися від участі               | відмовилися від участі               | відмовилися від участі               | відмовилися від участі | відмовилися від участі | відмовилися від участі | відмовилися від участі | відмовилися від участі | відмовилися від участі | відмовилися від участі | відмовилися від участі |
| 1996                                 | Південна Корея                       | відмовилися від участі               | відмовилися від участі               | відмовилися від участі               | відмовилися від участі               | відмовилися від участі               | відмовилися від участі               | відмовилися від участі               | відмовилися від участі               | відмовилися від участі | відмовилися від участі | відмовилися від участі | відмовилися від участі | відмовилися від участі | відмовилися від участі | відмовилися від участі | відмовилися від участі |
| 1998                                 | Таїланд                              | відмовилися від участі               | відмовилися від участі               | відмовилися від участі               | відмовилися від участі               | відмовилися від участі               | відмовилися від участі               | відмовилися від участі               | відмовилися від участі               | відмовилися від участі | відмовилися від участі | відмовилися від участі | відмовилися від участі | відмовилися від участі | відмовилися від участі | відмовилися від участі | відмовилися від участі |
| 2000                                 | Іран                                 | відмовилися від участі               | відмовилися від участі               | відмовилися від участі               | відмовилися від участі               | відмовилися від участі               | відмовилися від участі               | відмовилися від участі               | відмовилися від участі               | відмовилися від участі | відмовилися від участі | відмовилися від участі | відмовилися від участі | відмовилися від участі | відмовилися від участі | відмовилися від участі | відмовилися від участі |
| 2002                                 | Катар                                | не кваліфікувалася                   | не кваліфікувалася                   | не кваліфікувалася                   | не кваліфікувалася                   | не кваліфікувалася                   | не кваліфікувалася                   | не кваліфікувалася                   | не кваліфікувалася                   | 2                      | 0                      | 0                      | 2                      | 3                      | 8                      |                        |                        |
| 2004                                 | Малайзія                             | не кваліфікувалася                   | не кваліфікувалася                   | не кваліфікувалася                   | не кваліфікувалася                   | не кваліфікувалася                   | не кваліфікувалася                   | не кваліфікувалася                   | не кваліфікувалася                   | 2                      | 0                      | 0                      | 2                      | 2                      | 13                     |                        |                        |
| 2006                                 | Індія                                | не кваліфікувалася                   | не кваліфікувалася                   | не кваліфікувалася                   | не кваліфікувалася                   | не кваліфікувалася                   | не кваліфікувалася                   | не кваліфікувалася                   | не кваліфікувалася                   | 2                      | 0                      | 0                      | 2                      | 0                      | 9                      |                        |                        |
| 2008                                 | Саудівська Аравія                    | не кваліфікувалася                   | не кваліфікувалася                   | не кваліфікувалася                   | не кваліфікувалася                   | не кваліфікувалася                   | не кваліфікувалася                   | не кваліфікувалася                   | не кваліфікувалася                   | дискваліфікована       | дискваліфікована       | дискваліфікована       | дискваліфікована       | дискваліфікована       | дискваліфікована       | дискваліфікована       | дискваліфікована       |
| 2010                                 | КНР                                  | не кваліфікувалася                   | не кваліфікувалася                   | не кваліфікувалася                   | не кваліфікувалася                   | не кваліфікувалася                   | не кваліфікувалася                   | не кваліфікувалася                   | не кваліфікувалася                   | 5                      | 1                      | 1                      | 3                      | 7                      | 11                     |                        |                        |
| 2012                                 | ОАЕ                                  | не кваліфікувалася                   | не кваліфікувалася                   | не кваліфікувалася                   | не кваліфікувалася                   | не кваліфікувалася                   | не кваліфікувалася                   | не кваліфікувалася                   | не кваліфікувалася                   | 4                      | 0                      | 0                      | 4                      | 1                      | 6                      |                        |                        |
| 2014                                 | М'янма                               | не кваліфікувалася                   | не кваліфікувалася                   | не кваліфікувалася                   | не кваліфікувалася                   | не кваліфікувалася                   | не кваліфікувалася                   | не кваліфікувалася                   | не кваліфікувалася                   | 2                      | 0                      | 1                      | 1                      | 1                      | 2                      |                        |                        |
| 2016                                 | Бахрейн                              | не кваліфікувалася                   | не кваліфікувалася                   | не кваліфікувалася                   | не кваліфікувалася                   | не кваліфікувалася                   | не кваліфікувалася                   | не кваліфікувалася                   | не кваліфікувалася                   | 3                      | 2                      | 0                      | 1                      | 3                      | 5                      |                        |                        |
| 2018                                 | Індонезія                            | не кваліфікувалася                   | не кваліфікувалася                   | не кваліфікувалася                   | не кваліфікувалася                   | не кваліфікувалася                   | не кваліфікувалася                   | не кваліфікувалася                   | не кваліфікувалася                   |                        | 3                      | 0                      | 0                      | 3                      | 2                      | 9                      |                        |
| 2020                                 | Узбекистан                           | не кваліфікувалася                   | не кваліфікувалася                   | не кваліфікувалася                   | не кваліфікувалася                   | не кваліфікувалася                   | не кваліфікувалася                   | не кваліфікувалася                   | не кваліфікувалася                   |                        | 4                      | 2                      | 1                      | 1                      | 10                     | 7                      |                        |
| Усього                               | Усього                               | 0/40                                 | Найкращий результат: N/A             | 0                                    | 0                                    | 0                                    | 0                                    | 0                                    | 0                                    |                        | 27                     | 5                      | 3                      | 19                     | 29                     | 70                     |                        |